# MTV Movie & TV Awards
 (срп. Филмске и ТВ награде МТВ) признање је које једном годишње додељује телевизијска мрежа МТВ. Продуценти и руководиоци МТВ-ја одлучују ко ће бити номинован за награде, а јавност бира победнике путем гласања на страници movieawards.mtv.com на званичном сајту МТВ-ја.

## Актуелне категорије
- МТВ филмска награда за најбољи филм
- МТВ филмска награда за најбољег глумца
- МТВ филмска награда за најбољу глумицу
- МТВ филмска награда за највеће глумачко откриће
- МТВ филмска награда за најбољи филмски дуо
- МТВ филмска награда за најбољег негативца
- МТВ филмска награда за најшокантнији тренутак
- МТВ филмска награда за најбољу улогу у комедији
- МТВ филмска награда за најбољу филмску песму
- МТВ филмска награда за најбољи пољубац
- МТВ филмска награда за најбољу тучу
- МТВ филмска награда за најбољег хероја
- МТВ филмска награда за најстрашнију изведбу

## Почасне награде

#### МТВ филмска награда за животно дело
МТВ награда за животно дело било је сатирично признање које се додељивало филмским личностима које су значајно утицале на популарну културу. Добитници награде били су филмски ликови Џејсон Вурхиз, Три битанге, Годзила и Чубака, као и глумци Ричард Раундтри, Џеки Чен и Клинт Хауард. Награда је укинута 1998. године, након што је Клинт Хауард превише озбиљно схватио своју победу.

#### МТВ филмска награда за звезду генерације
МТВ филмска награда за звезду генерације је признање које се додељује „уметницима који су тумачили низ импресивних улога и показали феноменалан ниво личног и професионалног талента.“ Награда се додељује од 2005. године и досадашњи добитници су Том Круз, Џим Кери, Мајк Мајерс, Адам Сандлер, Бен Стилер, Сандра Булок, Рис Видерспун, Џони Деп, Џејми Фокс и Марк Волберг.

#### МТВ награда Silver Bucket of Excellence
МТВ награда Silver Bucket of Excellence је признање које се додељује филмовима који су имали трајан утицај на филмску публику и гледаоце МТВ-ја. Додељена је 2005. и 2006. филмовима Јутарњи клуб и Уради праву ствар

#### МТВ награда Trailblazer
МТВ награда Trailblazer је признање које се додељује младим глумцима који су својим разноликим глумачким портфолиом и беспрекорном репутацијом у очима јавности успели да инспиришу друге. Додељује се од 2012. године, а досадашњи добитници су Ема Вотсон, Ема Стоун и Ченинг Тејтум.